# Basta (album Katarzyny Nosowskiej)
Basta – siódmy solowy album Katarzyna Nosowska Kasi Nosowskiej, który ukazał się 12 października 2018.
Nagrania uzyskały status certyfikat sprzedaży w przemyśle muzycznym platynowej płyty.
Album uhonorowano Fryderykiem 2019 w kategorii «Album Roku Alternatywa».

## Lista utworów[6]
1. „Goń” – 2:50
2. „Boję się” – 3:48
3. „Ja Pas!” – 3:14
4. „Takie to przykre” – 3:05
5. „Kto ci to zrobił?” – 3:55
6. „Lanie” – 3:24
7. „Do czasu” – 3:06
8. „Brawa dla Państwa” – 2:58
9. „Nagasaki” – 3:38
10. „Mówiła mi matka” – 4:15
11. „Dosyć” – 4:58

### Edycja specjalna
1. „Goń” – 2:50
2. „Boję się” – 3:48
3. „Ja Pas!” – 3:14
4. „Takie to przykre” – 3:05
5. „Joystick” (feat. Mioush)  – 3:33
6. „Kto ci to zrobił?” – 3:55
7. „Lanie” – 3:24
8. „Do czasu” – 3:06
9. „Brawa dla Państwa” – 2:58
10. „Nagasaki” – 3:38
11. „Mówiła mi matka” – 4:15
12. „Dosyć” – 4:58